# 大蛇潟大五郎
大蛇潟 大五郎（おろちがた だいごろう、1863年1月(文久2年12月) - 1916年1月9日）は、現在の千葉県市川市鬼越出身で宮城野部屋、錦戸部屋、錦島部屋に所属した力士。本名は錦嶋 七太郎（旧姓岡田）。7代錦島。身長178cm、体重101kg。最高位は西前頭筆頭。

## 略歴
1885年5月に二枚目格付出で初土俵。1889年5月十両昇進した。1892年6月に新入幕、以後1907年1月に44歳で引退するまで連続で幕内に在位。また錦島部屋では二枚鑑札。引退後は親方業に専念したが、1916年に没した。享年55。

## 成績
- 番付在位場所数：44場所
- 幕内成績：74勝86敗88休43分9預（30場所）
- 十両成績：22勝22敗10分3預（6場所）

### 場所別成績
| 1885年 （明治18年） | x                                 | 幕下付出 –                 |
| 1886年 （明治19年） | 東幕下61枚目 –                    | 西幕下46枚目 –             |
| 1887年 （明治20年） | 西幕下32枚目 –                    | 西幕下50枚目 –             |
| 1888年 （明治21年） | 西幕下24枚目 –                    | 西幕下16枚目 –             |
| 1889年 （明治22年） | 西幕下10枚目 1–0 1分 （対十両戦） | 西十両5枚目 5–2 2分        |
| 1890年 （明治23年） | 西十両2枚目 3–5 1分               | 東十両4枚目 2–6 1分        |
| 1891年 （明治24年） | 東十両5枚目 4–2 2分2預            | 東十両筆頭 4–4 2分         |
| 1892年 （明治25年） | 東十両筆頭 4–3 2分1預             | 東前頭11枚目 4–4–1 1預     |
| 1893年 （明治26年） | 東前頭8枚目 3–5–1 1分             | 東前頭8枚目 1–3–6          |
| 1894年 （明治27年） | 東前頭11枚目 4–2–1 3分            | 東前頭10枚目 5–2–1 2分     |
| 1895年 （明治28年） | 西前頭5枚目 0–0–10                | 西前頭9枚目 2–2–3 3分      |
| 1896年 （明治29年） | 西前頭7枚目 2–4–3 1分             | 西前頭5枚目 4–2–1 2分1預   |
| 1897年 （明治30年） | 西前頭3枚目 6–2–1 1分             | 西前頭2枚目 0–0–10         |
| 1898年 （明治31年） | 東前頭6枚目 3–4–1 2分             | 東前頭8枚目 3–4–2 1分      |
| 1899年 （明治32年） | 西前頭8枚目 3–4–1 1分1預          | 西前頭7枚目 1–1–7 1分      |
| 1900年 （明治33年） | 東前頭7枚目 4–2–2 2分             | 東前頭4枚目 3–4–1 2分      |
| 1901年 （明治34年） | 西前頭4枚目 4–1–1 2分2預          | 西前頭筆頭 2–5–1 1分1預    |
| 1902年 （明治35年） | 西前頭4枚目 3–2–1 4分             | 西前頭3枚目 0–4–5 1預      |
| 1903年 （明治36年） | 西前頭6枚目 4–3–1 2分             | 西前頭3枚目 3–4–1 2分      |
| 1904年 （明治37年） | 西前頭7枚目 0–6–1 3分             | 東前頭14枚目 3–5–1 1分     |
| 1905年 （明治38年） | 西前頭9枚目 1–2–7                 | 東前頭12枚目 4–4–1 1分     |
| 1906年 （明治39年） | 西前頭9枚目 1–4–1 3分1預          | 西張出前頭13枚目 1–1–5 3分 |
| 1907年 （明治40年） | 西張出前頭14枚目 引退 0–0–10      | x                          |
| 各欄の数字は、「勝ち-負け-休場」を示す。 優勝 引退 休場 十両 幕下 三賞：敢=敢闘賞、殊=殊勲賞、技=技能賞 その他：★=金星 番付階級：幕内 - 十両 - 幕下 - 三段目 - 序二段 - 序ノ口 幕内序列：横綱 - 大関 - 関脇 - 小結 - 前頭（「#数字」は各位内の序列） |                                   |                            |

- この時代は、幕内力士は千秋楽（10日目）には取組が組まれず、出場しないのが常態であったので、各場所の1休はそれに該当するものであり、実質的には9日間で皆勤である。
- 幕下以下の地位は小島貞二コレクションの番付実物画像による。また当時の幕下以下の星取や勝敗数等の記録については2024年現在相撲レファレンス等のデータベースに登録がないため、幕下以下の勝敗数等は暫定的に対十両戦の分のみを示す。

## 改名
上の名前は番付上の表記揺れを考えなければ改名歴なし。

下の名前は1890年5月場所まで「七五郎」、1891年1月場所から「大五郎」。